# Лин (Мисури)
Лин (енгл. Linn) град је у америчкој савезној држави Мисури.

## Демографија
По попису из 2010. године број становника је 1.459, што је 105 (7,8%) становника више него 2000. године.
| Група             | 2000.         | 2010.         |
| Белци             | 1.324 (97,8%) | 1.408 (96,5%) |
| Афроамериканци    | 3 (0,2%)      | 6 (0,4%)      |
| Азијати           | 6 (0,4%)      | 4 (0,3%)      |
| Хиспаноамериканци | 13 (1,0%)     | 14 (1,0%)     |
| Укупно            | 1.354         | 1.459         |